# Timondes
Timondes (Thymondas, Θυμώνδας) fou un militar grec fill de Mentor de Rodes i nebot de Memnó de Rodes.
El rei Darios III de Pèrsia el va enviar el 333 aC a Lícia per comissionar a Farnabazos per succeir a Memnó en el comandament de la flota. L'exèrcit de terra, format per mercenaris grecs, havia de passar també sota el comandament de Farnabazos i dirigir-se a Síria a unir-se al rei.
A la batalla d'Issos al mateix any, Timondes amb els seus mercenaris van formar el centre dels perses. Després de la batalla, Timondes, Aristòmedes, Amintes fill d'Antíoc, i Bianor amb les seves forces es van dirigir a Trípoli de Fenícia on es van reunir amb la flota que els seus homes havien portat des de Lesbos, i van cremar els vaixells que no necessitaven i van conservar la resta; es van dirigir a Xipre i després a Egipte.
És possible que Timondes participés en l'intent d'Amintes d'assolir la sobirania a Egipte el 332 aC, que va acabar amb la mort dels grecs, doncs ja no se l'esmenta més.